# Adam Griger
Adam Griger (* 16. března 2004 Prešov) je slovenský profesionální fotbalista, který hraje na pozici útočníka, v současnosti v klubu FC Hradec Králové. Je také slovenským mládežnickým reprezentantem .

## Klubová kariéra
S fotbalem začínal v Tatranu Prešov. Před debutem v lize strávil ještě jednu sezónu v Popradu

### MFK Zemplín Michalovce
V roce 2020 přestoupil a 8. srpna debutoval ve slovenské lize, v zápase proti Spartaku Trnava V jeho 16 letech se jednalo o klubový rekord.

### LASK Linec
Již v zimě přestoupil do rakouského LASK.  Za A tým odehrál 5 zápasů v rakouské nejvyšší soutěži. Většinu ze dvou sezón strávil na hostování.

#### FC Juniors OÖ
Po přestupu hostoval v rakouské druhé lize, v partnerském klubu. Juniors byl prvním klubem, za který začal pravidelně nastupovat.

#### Cagliari
V roce 2022 odešel na hostování s opcí do Itálie. Byl zařazen do mládežnického výběru Cagliari. Odehrál jeden zápas v Serii B.

### Granada
Jako volný hráč přestoupil v roce 2023 do španělské Granady. Zde odehrál 23 zápasů za rezervní tým ve 3. lize.

### Hradec Králové
Na začátku sezóny 2024/2025 odešel na hostování s opcí do Hradce Králové, kde se prosadil hned při svém debutu, do sítě Slovácka. Na konci sezóny klub oznámil uplatnění opce

## Reprezentační kariéra
Adam Griger je součástí mládežnických výběrů již od povolání do Slovenské U15. Dále reprezentoval i výběry U16, U 18, U 19 a U20.
Zúčastnil se Mistrovství Evropy do 19 let a Mistrovství světa U20.